# Niederaach
Niederaach ist ein Weiler der politischen Gemeinde Amriswil im Bezirk Arbon des Kantons Thurgau in der Schweiz.

## Geographie
Niederaach liegt an der Aach zwischen Oberaach und Amriswil nordwestlich von Amriswil. In Niederaach kreuzen sich die Strassen Amriswil–Oberaach und Biessenhofen–Niedersommeri.

## Geschichte

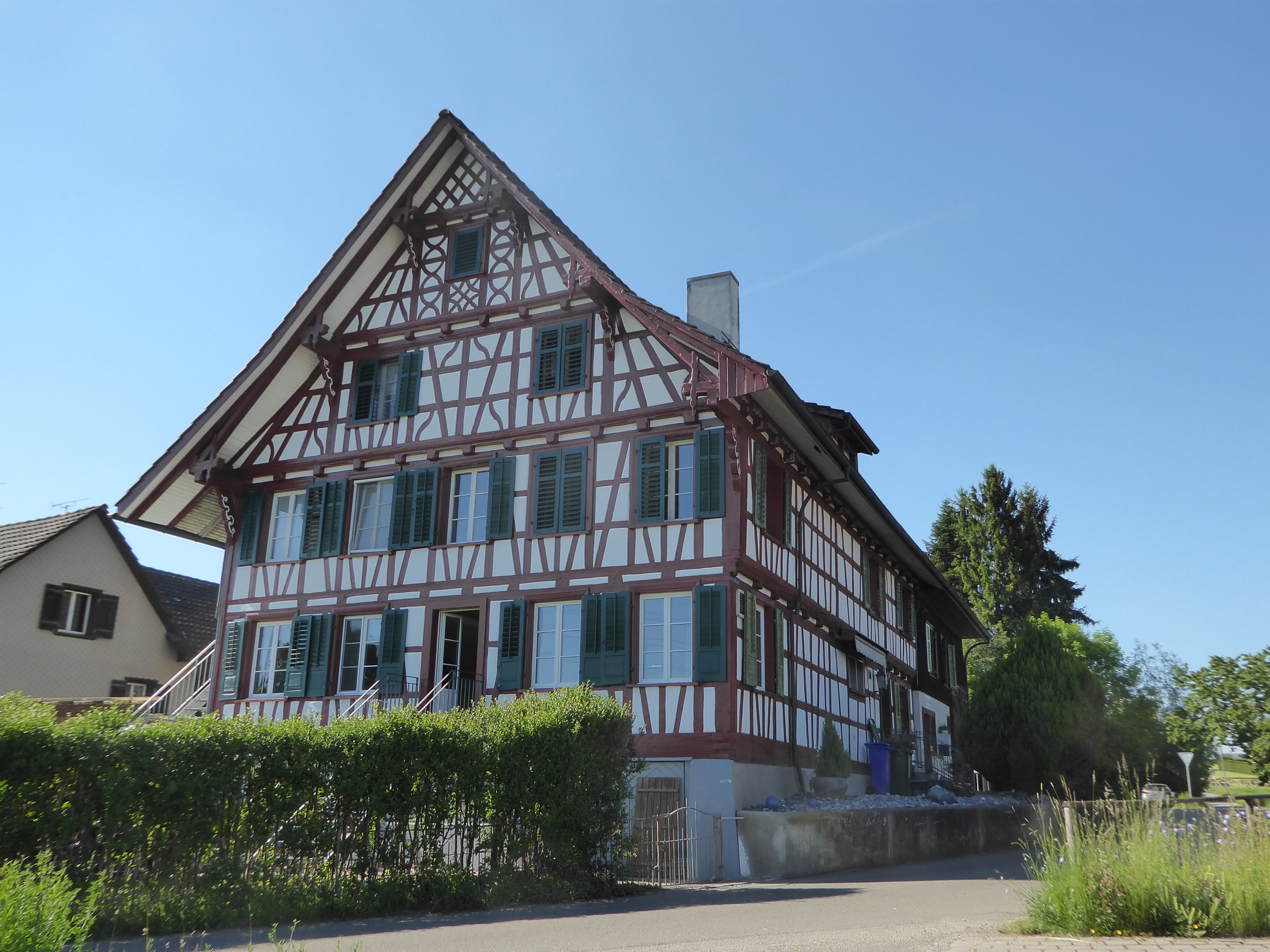
Gasthof «National»

Aach wurde 883 als Aha erstmals urkundlich erwähnt.
Niederaach gehörte zum sogenannten Spitalgericht Almensberg, was 1525 von den zehn eidgenössischen Orten bestätigt wurde.
Von 1803 bis 1816 war Niederaach Teil der Munizipalgemeinde Sommeri,
ab 1816 gehörte es zu Hefenhofen, wo 1870 die räumlich identischen Orts- und Munizipalgemeinde zur Einheitsgemeinde Hefenhofen zusammengelegt wurden.
Im Jahre 1936 wurde Niederaach von der Einheitsgemeinde Hefenhofen im Bezirk Arbon abgetrennt und der damaligen Ortsgemeinde Oberaach und der Munizipalgemeinde Amriswil im Bezirk Bischofszell zugeteilt. 1960 hatte
Niederaach 79 Einwohner.
1979 vereinigte sich die Ortsgemeinde Oberaach inklusive ihrem Gemeindeteil Niederaach mit den Ortsgemeinden Amriswil, Biessenhofen und Räuchlisberg zur Einheitsgemeinde Amriswil.
Kirchlich teilte Niederaach stets das Schicksal von Sommeri.

## Sehenswürdigkeiten
Der Gasthof «National» ist in der Liste der Kulturgüter in Amriswil aufgeführt.